# Fade to Black (Nadir Rüstəmli)
Fade to Black è un singolo del cantante azero Nadir Rüstəmli, pubblicato il 1º aprile 2022 su etichetta discografica BMF Records.

## Descrizione
Il 18 febbraio 2022 è stato confermato che l'emittente pubblica İTV ha selezionato Nadir Rüstəmli internamente come rappresentante azero all'Eurovision Song Contest 2022. Fade to Black, realizzato da un team di autori e produttori svedesi, è stato rivelato come suo brano eurovisivo e presentato insieme al suo video musicale sul canale YouTube del contest il successivo 21 marzo. È uscito come singolo digitale il 1º aprile.
Nel maggio successivo, dopo essersi qualificato dalla seconda semifinale, Nadir Rüstəmli si è esibito nella finale eurovisiva, dove si è piazzato al 16º posto su 25 partecipanti con 106 punti totalizzati.

## Tracce
Testi e musiche di Andreas Stone Johansson, Anderz Wrethov, Sebastian Schub e Thomas Stengaard.
1. Fade to Black – 2:57

## Classifiche
| Classifica (2022) | Posizione massima |
| ----------------- | ----------------- |
| Lituania          | 69                |